# Schmalenberg
Ne doit pas être confondu avec Schmallenberg.
Schmalenberg est une municipalité de la Verbandsgemeinde Waldfischbach-Burgalben, dans l'arrondissement du Palatinat-Sud-Ouest, en Rhénanie-Palatinat, dans l'ouest de l'Allemagne.